# 포스템사비르
포스템사비르(Fostemsavir)는 상품명 루코비아(Rukobia)라는 이름으로 판매되는 HIV/AIDS 치료제인 항레트로바이러스 약물이며, 이미 HIV 약물을 여러 번 사용한 적이 있는 환자나 내성, 부작용, 안전선으로 인해 다른 약물로 HIV 감염을 완전히 치료할 수 없었던 환자들의 경우에 사용되는 약물이다.
가장 흔한 부작용은 오심이다. 심각한 부작용으로는 HIV 외에도 B형 혹은 C형 바이러스에 감염되어 면역시스템이 바뀐 환자들의 간효소 수치가 상승하는 것을 들 수 있다.
포스템사비르는 HIV가 들어오는 것을 막는 초기 억제제(entry inhibitor)로서 작용하며 템사비르(temsavir)의 전구약물이다. 포스템사비르는 HIV-1 gp120 유도 부착 억제제로 작용한다.
2020년 7월 미국에서 의학적 사용이 승인되었으며, 유럽에서는 2021년 승인되었다. 미국의 FDA는 포스템사비르를 치료효과가 완전히 새로운 약(first-in-class medication)으로 고려한다.

## 의학적 사용
포스템사비르는 다른 항레트로바이러스 약물과 함께 복합적으로 사용한다. 특히 이미 다양한 약물들로 치료를 진행하여 내성, 부작용, 안전성으로 인해 다재 내성 HIV-1 감염을 앓고 있어 다른 항레트로바이러스 치료가 듣지 않는 HIV-1 감염 환자들을 치료하기 위해 사용한다.

## 부작용
포스템사비르는 다른 HIV-1 감염치료제와 비슷하게 면역 재구성 증후군(immune reconstitution syndrome)이라고 불리는 심각한 상태를 유발할 수 있다. 이 상태는 HIV-1 치료 초기에 면역 시스템이 강해져서 우리 몸 속에 오랜 기간 숨겨져 있던 감염원들과 싸울 준비가 되었을 때 일어날 수 있다. 다른 심각한 부작용은 QT 연장으로 인한 부정맥과 B형 혹은 C형 바이러스도 감염된 환자들에서의 간효소 수치 증가를 들 수 있다.

## 역사
포스템사비르는 바이러스의 gp120 수용체를 억제함으로서 바이러스가 숙주세포의 CD4+ T세포에 결합하는 것을 막고 숙주면역세포에 침입하는 것을 억제하며 HIV/AIDS 치료제로 작용한다. 포스템사비르가 다른 약물과 달리 바이러스 생활 주기의 다른 단계를 목표로 하기 때문에, HIV/AIDS 치료 약물에 내성을 갖는 바이러스 환자들에게 사용할 수 있다. gp120이 바이러스에서 고도로 보존되는 영역이기 때문에, 약물 자체에 대해 내성이 생길 확률은 낮다. 또한 세포 내로 침입하기 위해 CD4 수용체를 요구하지 않는 HIV 역시 포스템사비르에 취약하고, 바이러스는 CD4에 의존적이지 않게 되면서 수용체 억제제를 벗어날 수 없게 된다. 생체 외 연구에 의하면 포스템사비르가 CCR5와 CXCR4 tropic HIV를 모두 억제한다.
포스템사비르는 미국에서 의학적 사용으로 2020년 7월에 승인받았다. 포스템사비르는 HIV에 감염되어 강도 높은 치료를 진행했지만 여전히 혈중 HIV 농도가 높은 수치를 보였던 371명의 환자들에게 사용되어 그 안전성과 효과를 인증받았다. 메인 임상시험군인 272명의 참가자들이 치료되었고 추가로 다른 치료군이었던 99명의 환자들도 포스템사비르를 처방받았다. 15년 이상 HIV를 치료받았던 71%의 대부분 환자들이 포스템사비르 임상시험에 들어가기 전 5가지 이상의 HIV 약으로 치료를 받았었다. 메인 코호트 집단의 참가자들은 그들이 사용하고 있던 HIV 약물에 포스템사비르나 위약을 8일동안 하루에 2알씩 처방받았다. 8일째 되는날, 포스템사비르를 처방받은 참가자들은 위약을 처방받은 참가자들에 비해 그들의 혈중 농도에서 확연하게 HIV 수치가 낮아진 것이 확인되었다. 8일 이후에는 모든 참가지들이 다른 항바이러스 약제와 포스템사비르를 처방받았다. 24주 뒤, 53%의 참가자들에서 HIV 수치가 감지될 수 없을 정도의 낮은 수치로 감소한 것이 확인되었다. 96주 뒤에는 60%의 참가자들에서 HIV 수치 감소가 확인되었다. 이 임상시험(NCT02362503)은 북아메리카, 남아메리카, 유럽, 호주, 태국, 남아프리카를 포함한 23개국의 108 지점에서 시행되었다. 미국의 FDA는 포스템사비르의 사용을 fast track, priority review, breakthrough therapy로 승인하였다. FDA는 포스템사비르를 ViiV Healthcare에서 사용하도록 승인하였다.
2020년 12월 10일, EMA(European Medicines Agency)의 CHMP(Committee for Medicinal Products for Human Use)에서는 포스템사비르를 다제내성 HIV-1 감염 환자에게 사용하는 것을 승인하는 것에 긍정적인 의견을 내었다.